# Heriaeus transvaalicus
Heriaeus transvaalicus là một loài nhện trong họ Thomisidae.
Loài này thuộc chi Heriaeus. Heriaeus transvaalicus được Eugène Simon miêu tả năm 1895.